# Élections législatives italiennes de 1867
Les élections législatives italiennes de 1867 (en italien : Elezioni politiche italiane del 1867) ont eu lieu du 10 mars 1867 au 17 mars 1867.

## Partis et chefs de file
| Parti | Parti             | Idéologie                  | Chef de file     |
| ----- | ----------------- | -------------------------- | ---------------- |
|       | Gauche historique | Libéralisme, Centrisme     | Urbano Rattazzi  |
|       | Droite historique | Conservatisme, Monarchisme | Bettino Ricasoli |